# Macunaíma (película)
Macunaíma es una película de comedia y fantasía brasileña de 1969 dirigida por Joaquim Pedro de Andrade, basada en la novela homónima de Mário de Andrade. Fue lanzado en una versión doblada para el público estadounidense en 1972 por New Line Cinema.

## Sinopsis
Cuenta la historia de Macunaíma, el héroe perezoso y sin ningún carácter, que nace negro en el interior de Brasil. Emigra con sus hermanos hacia la gran ciudad en busca de un amuleto de la suerte, y en el camino se vuelve blanco. En la ciudad entablará una relación con una guerrillera urbana y un magnate capitalista.

## Reparto
- Grande Otelo como el negro Macunaíma
- Paulo José como el blanco Macunaíma
- Dina Sfat como Ci
- Jardel Filho como Wenceslau Pietro Pietra
- Milton Gonçalves como Jigué
- Rodolfo Arena como Maanape
- Joana Fomm como Sofará
- Maria do Rosário como Iriqui
- Hugo Carvana
- Carmem Palhares
- Wilza Carla
- Zezé Macedo
- Maria Lúcia Dahl
- Myriam Muniz

## Reconocimiento
- 1970: Festival de Mar de Plata: Mejor película